# Нестерович, Михал
Михал Нестерович (пол. Michał Nesterowicz; род. 9 февраля 1974, Вроцлав) — польский дирижёр.
Окончил Вроцлавскую музыкальную академию (1997) по классам дирижирования (у Марека Пияровского) и скрипки, в том же году занял второе место на Всепольском конкурсе молодых дирижёров в Белостоке. Учился также в Международной Баховской академии в Кракове у Хельмута Риллинга. В 1999 г. вошёл в число лауреатов Международного конкурса дирижёров имени Гжегожа Фительберга, получив также диплом Национального симфонического оркестра Польского радио как лучший из польских участников конкурса. В 2008 г. выиграл Международный конкурс дирижирования Кадакесского оркестра.
Ещё студентом в 1993—1996 гг. руководил собственным камерным оркестром «Giovanni Virtuosi» (с итал. — «Молодые виртуозы»). В 1999 г. дебютировал во Вроцлавской опере с постановками «Служанки-госпожи» Дж. Б. Перголези и «Директора театра» В. А. Моцарта. С 2000 г. выступает с различными польскими оркестрами. В 2004—2008 гг. возглавлял Польский Балтийский филармонический оркестр Гданьска, во главе которого, в частности, исполнил премьеры двух монументальных сочинений Яна Качмарека — «Кантаты свободы» (2005) в честь 25-летия объединения «Солидарность» и «Оратории 1956» к 50-летию подавления антикоммунистического восстания в Познани; обе премьеры транслировались в прямом эфире польским телевидением, а записи премьерных исполнений вышли на диске. Кроме того, в 2005 году Нестерович с Балтийским филармоническим оркестром участвовали в концерте Жана-Мишеля Жарра на Гданьской судоверфи — живая запись также вышла на диске. В 2005 г. «Газета Выборча» признала Нестеровича открытием года в области академической музыки.
Записал с различными камерными оркестрами ряд сочинений Фридерика Шопена, Клода Дебюсси, Мориса Равеля, Габриэля Форе, Отторино Респиги и др. Сотрудничает также с композитором Збигневом Прейснером — в частности, записал его музыку для фильмов «Странные сады» (2002), «Только между нами» (2002) и др. Среди записей Нестеровича также несколько дисков вместе с известным польским автором-исполнителем Гжегожем Турнау.
В 2008-2011 гг. Михал Нестерович возглавлял Чилийский симфонический оркестр.